# Lamiomimus
Lamiomimus es un género de escarabajos longicornios.

## Especies
- Lamiomimus chinensis Breuning, 1936
- Lamiomimus gottschei Kolbe, 1886